# 1006 (عدد)
ألف وستة 1006 هو عدد صحيح، يلي العدد 1005 وويسبق العدد 1007.

## في الرياضيات

### خصائص
- عدد طبيعي.[3]
- عدد زوجي.[4][5]
- عدد موجب،[6] السالب منه هو -1006.[7]

## في التاريخ
- 1006 هـ هي سنة في التقويم الهجري.
- هي سنة 1006 م في التقويم الميلادي.

## وصلات خارجية
الأعداد الصاتمة، ديوان اللغة العربية.